# Pratimoksha
Pratimoksha (sanskr., motsvarande pali pati-mokkha) är en kategori av texter inom buddhismen som beskriver munkar och nunnors levnadsregler. Det finns olika pratimokshor för olika inriktningar, men det finns stora likheter mellan dem. Pratimokshorna tillhör de olika inriktningarnas vinayor.